# Diplotaxodon
Diplotaxodon es un género de peces de la familia Cichlidae. Las especies del género son endémicas del lago Malawi en África oriental.

## Especies
Actualmente hay diez especies reconocidas en este género:
- Diplotaxodon aeneus G. F. Turner y Stauffer, 1998
- Diplotaxodon altus Stauffer, Phiri y Konings, 2018[2]
- Diplotaxodon apogon G. F. Turner y Stauffer, 1998
- Diplotaxodon argenteus Trewavas, 1935
- Diplotaxodon dentatus Stauffe] y Konings, 2021[3]
- Diplotaxodon ecclesi W. E. Burgess y H. R. Axelrod, 1973
- Diplotaxodon greenwoodi Stauffer y McKaye, 1986
- Diplotaxodon limnothrissa G. F. Turner, 1994
- Diplotaxodon longimaxilla Stauffer, Phiri y Konings, 2018[2]
- Diplotaxodon macrops G. F. Turner y Stauffer, 1998